# Monforte del Cid
Monforte del Cid es un municipio de la Comunidad Valenciana, España; situado en el interior de la provincia de Alicante, en la comarca del Medio Vinalopó. Cuenta con una población de 8967 habitantes (INE 2024). Se trata de un municipio hispanófono, en el que el español cuenta con el predominio lingüístico reconocido legalmente.
Nompot, nombre medieval de Monforte del Cid, cuenta con la distinción monárquica del orlado Toisón de Oro, siendo una concesión del rey Felipe V en el año 1706, junto con el título de «Villa Real, Leal y Fiel», por el apoyo a éste en la guerra de sucesión española.
El término de Monforte del Cid se encuentra enclavado en el centro del Valle Medio del Vinalopó. Este municipio tiene una extensión de 79,5 km². La localidad se encuentra a 230 m s. n. m. (metros sobre el nivel del mar), en una colina que estuvo coronada por un antiguo castillo medieval reconvertido en el siglo XVII en iglesia parroquial.

## Toponimia
En el siglo XIII, la localidad recibía el nombre de Nompot (como consta en los fueros de la ciudad de Alicante). El 28 de diciembre de 1328 el rey Alfonso «El Benigno» cedió la aldea de Nompot como parte de una serie de aldeas y villas en herencia a su otro hijo, el infante «Fernando de Aragón». En un libro de cuentas de Don Fernando de 1355 ya se cita la localidad con el nombre de Monfort (montaña fortificada).
Tras el conflicto de «Los dos Pedros» entre Pedro I de Castilla y Pedro IV de Aragón, Monfort intentó segregarse de la Corona de Aragón para pasarse a la de Castilla. En castigo, Pedro IV la degradó de nuevo a «aldea», le devolvió el topónimo de «Nompot» y promulgó una ley por la que la citada población permanecería im perpetuom a la, por entonces, Villa de Alicante. Aproximadamente un lustro después vuelve a recuperar el nombre de Monfort.
En el siglo XVIII con la llegada de los Borbones, el castellano se convierte en la lengua oficial, por lo que Monfort pasa a ser Monforte. Más adelante, la Presidencia del Consejo de Ministros, según el Real Decreto de 27 de junio de 1916, aprueba la denominación de Monforte de la Rambla. Pero ese mismo año, en una reunión celebrada en el ayuntamiento a petición de la mayoría de la población (a la cual no les gustaba ese nombre) se solicitó formalmente el cambio de denominación por la del actual Monforte del Cid, que añade el topónimo de origen árabe de la sierra del Cid, muy cerca del municipio, siendo aprobada la solicitud mediante el Real Decreto de 4 de diciembre de 1916.

## Geografía

Localización de Monforte del Cid respecto del Medio Vinalopó

Monforte del Cid está integrado en la comarca Medio Vinalopó y se sitúa a 23 kilómetros del centro de la capital provincial. El término municipal está atravesado por la autovía de Alicante A-31. 
El relieve del municipio está caracterizado por el valle del río Vinalopó, que discurre por el suroeste; y las sierras prelitorales que lo circundan al norte y al este. Entre sus sierras más importantes destacan la sierra del Cid, que hace de límite con las poblaciones de Petrel y Novelda, y la sierra de las Águilas, que hace de límite con el municipio de Alicante.
La altitud del municipio oscila entre los 1104 m en la sierra del Cid (pico El Cid) y los 190 m en la ribera del río Vinalopó. La sierra de las Águilas alcanza su cota máxima en el territorio en el pico San Pascual (555 m). 
El municipio cuenta, además del casco urbano principal que se alza a 230 metros sobre el nivel del mar, con la pedanía de Orito y con varias urbanizaciones.
| Noroeste: Novelda        | Norte: Petrel | Noreste: Agost |
| Oeste: Novelda           |               | Este: Alicante |
| Suroeste: Novelda y Aspe | Sur: Elche    | Sureste: Elche |

## Historia

### Época ibérica

Mapa etnográfico-lingüístico de la península

Los primeros pobladores del valle del Vinalopó (con pruebas fehacientes) fueron los íberos, asentados desde el sur del Languedoc-Rosellón hasta Alicante. Estos vivían en poblados que construían en zonas elevadas, generalmente amurallados para su defensa. La mayoría de las viviendas eran pequeñas, rectangulares y solo disponían de una habitación, aunque las había de dos plantas en las ciudades. En el municipio se han hallado varios Toros íberos, en un paraje cercano al río Vinalopó de extraordinaria importancia, que demuestran la existencia de un templo (o cementerio Sagrado). La cercanía a las importantes ciudades de Elche (Dama de Elche) o Alcoy (iberos contestanos) vienen a corroborar estos orígenes, posiblemente desde el Neolítico.
La herencia que los íberos dejan es su calzado, el cual consistía en alpargatas con suelas de esparto, que se ataban a la pierna; mientras que en invierno, cubrían pies y piernas con botas de piel y pelo de animal. Posiblemente, de esta época provienen adornos como la mantilla y la peineta, con la que se solían cubrir la cabeza y el cuerpo; y los moños que hoy se pueden ver en partes de Valencia; un posible ejemplo de ello sería la Dama de Elche. Otra de las prendas heredadas era una tela que utilizaban los guerreros para recogerse el pelo a modo de diadema.

### Época romana
Los vestigios romanos encontrados en Monforte del Cid son varios y destacan los yacimientos de La Agualeja, una pequeña ciudad romana situada muy cerca del casco urbano de la población, en las proximidades del río Vinalopó. Además de demostrar la etapa romana de la población, los importantes descubrimientos efectuados en La Agualeja —acequias de conducción de agua de entre los siglos I y II d. C.— dan al traste con la teoría de que la técnica de construcción de las canalizaciones de regadío fueron introducidas en esta zona por los árabes. Además, una lápida romana, junto a otras similares encontradas en La Mola (Novelda), demuestran claramente el pasado latino de Monforte. Algunos de estos hallazgos se pueden contemplar en el Museo Arqueológico Municipal de Monforte del Cid.

### Época visigoda
Teodomiro (Tudomir) duque visigodo del siglo{{esd}VIII} fue el gobernador de la Provincia Carthaginense. Tras la conquista musulmana de la península ibérica, y merced a un famoso y documentado Tratado firmado con Abd al-Aziz ibn Musa en abril de 713, gobernó un territorio cristiano visigodo autónomo dentro de Al-Ándalus, denominado Reino de Tudmir, territorio que abarca aproximadamente en la actualidad la provincia de Alicante y la Región de Murcia. La gran posición estratégica del Monte del Castillo (actual iglesia de Nuestra Señora de las Nieves) que se encuentra en el centro de los municipios de Elche, Aspe, Elda, Novelda, Agost (y a pocos minutos del mar, por el río) pudo favorecer que Monforte fuese plaza fuerte y se especula con la posibilidad de que precisamente en esa época se construyeron los largos túneles secretos (descubiertos en la década de los 70) que comunicaban el castillo con el exterior.

### Época islámica
Al igual que la vecina Al-Laqant (Alicante) entre el 718 y 1248 la ciudad integraba Al-Ándalus. Tras el desmembramiento del Califato de Córdoba, pasó a formar parte de las Taifas de Denia y Murcia. De este legado nos quedan las principales canalizaciones de riego (presa El Azud, por ejemplo) y barrios tan emblemáticos como La Morería, (con sus calles estrechas, más parecidos a los «zocos» marroquíes que a las calles castellanas). En el período de estabilidad árabe, la agricultura progresó notablemente debido a las nuevas formas y productos de cultivo importados.
De esta etapa, queda el Arco de la Morería (en la confluencia de las calles San Pascual con Juan de la Torre), que dividía en el siglo XIV la zona cristiana de la musulmana.

### Reconquista y época cristiana
En 1243, el gobernante de la Taifa de Murcia, Muhámad ben Hud, firmó el Pacto de Alcaraz con el infante Alfonso, que después se convertiría en el rey Alfonso X el Sabio; por el cual el reino musulmán murciano se ponía bajo protectorado castellano.
La conquista militar se finalizó en diciembre de 1248 con las tropas del rey castellano, comandadas por su hijo, el infante Alfonso. Por el Tratado de Almizra, firmado en 1244 entre los reyes de Castilla y de Aragón, en el que se fijaron los límites de la expansión de sus respectivos dominios en la línea de Biar a Villajoyosa; Monforte del Cid (junto a Alicante) permaneció bajo soberanía castellana por un espacio de 48 años.
En agosto de 1252, Alfonso X otorgó a la ciudad de Alicante el Fuero Real, muy parecido al de Córdoba. Dotó a la villa de un concejo fuerte, de numerosas exenciones fiscales y de un amplio término municipal, que abarcaba los municipios actuales de Agost, Monforte del Cid, Aspe, Novelda, Elda, Petrel, Busot, Aguas de Busot, Campello, Muchamiel, San Juan de Alicante y San Vicente del Raspeig. 
Debido a una crisis dinástica por la sucesión de Sancho IV el Bravo, el infante Fernando de la Cerda, Señor de Novelda, Villena, Biar, Monforte, etc. y aspirante ilegítimo a la Corona de Castilla, pidió ayuda a Jaime II de Aragón a cambio de donarle, en caso de conseguir la Corona, el Reino de Murcia, según los acuerdos secretos de Calatayud (1289), Ariza (enero 1296) y Serón (febrero 1296). Aprovechando la situación, el monarca aragonés procedió a su conquista.
Alicante fue tomada en abril de 1296, terminando con la soberanía castellana en la provincia. Aun así, Jaime II respetó los privilegios e instituciones anteriores, aunque adaptándolas a la nueva situación política, particularmente después de la incorporación de Alicante, y el resto de comarcas limítrofes al Reino de Valencia mediante la modificación de lo fijado en el Tratado de Almizra (Sentencia Arbitral de Torrellas, 1304 (Torrellano) y Tratado de Elche, 1305). Jaime II donó Elche, Aspe, Crevillente y posiblemente Monforte a su quinto hijo, el Infante Ramón Berenguer, que se estableció en Elche. Más tarde, Pedro IV de Aragón el Ceremonioso, anexionaría Monforte in Perpetuom a la ciudad de Alicante, bajo el control directo de la Casa Real de Aragón.
Hasta la expulsión de los moriscos (1609), Monforte mantuvo una población mixta de cristianos y musulmanes. Durante la guerra de Sucesión, se mantuvo fiel al bando borbónico y, en agradecimiento, Felipe V de España le concedió el Toisón de Oro y el título de Noble Villa con jurisdicción propia en 1706. Los límites definitivos entre Monforte y Alicante se fijarían en 1775. La villa experimentó un extraordinario crecimiento demográfico durante el siglo XVIII alcanzando, según el geógrafo Cavanilles, las 820 casas en 1794 (unos 3300 habitantes).

## Geografía humana

### Demografía
Cuenta con una población de 8967 habitantes (INE 2024).
| Gráfica de evolución demográfica de Monforte del Cid entre 1842 y 2021 |
| |
| Población de derecho según los censos de población del INE Población de hecho según los censos de población del INEEn estos censos se denominaba Monforte: 1842, 1857, 1860, 1877, 1887, 1897, 1900 y 1910 |

### Economía
Actualmente, la economía de Monforte del Cid gira en torno a la uva de mesa embolsada; cultivo de excelente calidad por el microclima en el que se desarrolla, que hace posible que este cultivo sea único en su género, con un producto de excelentes propiedades alimenticias. A lo largo del año, se desarrollan todos los procesos del cuidado de este fruto, donde destaca la colocación del bolso de papel que protege el racimo, retrasa la maduración y mantiene los elementos naturales del cultivo. Esta característica hizo posible el reconocimiento de la Denominación de Origen «Uva de Mesa Embolsada del Vinalopó» en 1988.
Las variedades que se cultivan principalmente son la Ideal, con un ligero sabor a moscatel, y Aledo, con un sabor dulce neutro y un tono más pálido. Estos cultivos son exportados para España y Europa, principalmente.
La economía local también se apoya en una creciente industria, que cuenta con la tentadora oferta de un moderno polígono industrial, muy bien comunicado. El mármol es la principal industria de Monforte del Cid, produciendo junto al resto de municipios de la comarca el 60 % de la producción total de mármol de España. Esta industria ofrece productos de alta calidad, diseño y belleza que cuenta con un gran prestigio nacional e internacional. También destacan, igualmente, otros sectores como el Comercio, en auge tras la creación de la Asociación de Comerciantes.
Monforte cuenta además con una industria tradicional y artesanal: la elaboración de Anisados y Licores; siendo la bebida más famosa la «paloma monfortina», cuya elaboración se ha mantenido en el municipio desde el siglo XIX. Se destilan diversas variedades de licores, entre ellos: cantueso, canela, mandarina, jarabes y el famoso «Café Licor» Monfortino.

## Administración y política
En Monforte del Cid conviven diferentes fuerzas políticas, de las que son mayoritarias Izquierda Unida (EUPV), el Partido Popular, Vox y el Partido Socialista Obrero Español (PSPV).
| Periodo   | Nombre                        | Partido   |
| --------- | ----------------------------- | --------- |
| 1979-1983 | Francisco Limiñana Limiñana   | UCD       |
| 1983-1987 | Casildo Berenguer Simón       | PSPV-PSOE |
| 1987-1991 | Casildo Berenguer Simón       | PSPV-PSOE |
| 1991-1995 | Casildo Berenguer Simón       | PSPV-PSOE |
| 1995-1999 | Casildo Berenguer Simón       | PSPV-PSOE |
| 1999-2003 | Casildo Berenguer Simón       | PSPV-PSOE |
| 2003-2007 | Antonia Cervera Carrasco      | PP        |
| 2007-2011 | Antonia Cervera Carrasco      | PP        |
| 2011-2015 | Antonia Cervera Carrasco      | PP        |
| 2015-2019 | María Dolores Berenguer Belló | IU        |
| 2019-2023 | María Dolores Berenguer Belló | IU        |
| 2023-act. | Juan José Hernández           | IU        |

## Patrimonio
- Iglesia de Nuestra Señora de las Nieves de Monforte del Cid (XIII). Fue levantada sobre un castillo (Castillo de Monforte del Cid) que es uno de los templos más antiguos de la provincia. Destaca el campanario, de estilo románico, conservado de lo que fuera la torre de la antigua fortaleza y almenar musulmán posterior.
- Casco antiguo (siglos XII-XIII). Barrio local en las inmediaciones de la iglesia heredado del Monforte medieval. Con zonas como La Morería, el ayuntamiento o la calle Mayor, Monforte da muestras de un pasado en el que convivieron largos años moros y cristianos.
- Convento de San Pascual y Ntra. Sra. de Orito construido en el siglo XVI y del que fue ilustre morador San Pascual Bailón y dedicado a la Virgen de Orito. Hoy en día sigue custodiado por una comunidad de capuchinos. También es digno de visitar la ermita de la aparición y la cueva de San Pascual, lugar por excelencia de la peregrinación y la devoción popular.
- Ermita de San Pascual en Monforte (XVII) (apertura ininterrumpida) En la calle San Pascual se erigió una ermita en la misma casa en donde el santo residía.
- Ermita de San Roque del siglo XVIII dedicada al santo. (Apertura durante la festividad del santo y visitas concertadas).[12]

- Restos arqueológicos de un asentamiento romano en la Agualeja.
- Museo Arqueológico Íbero, con restos arqueológicos de las diferentes culturas.

## Cultura
- Banda de música La Lira: con más de cien años de historia, la banda de música La Lira de Monforte del Cid es la sociedad cultural sin duda más destacable, con una plantilla importante y un excelente nivel musical. Está dirigida a modo de asociación cultural y comprende dos grandes grupos: la banda juvenil y la banda de música completa. Además, en las instalaciones de la Casa de la Música se desarrolla una gran actividad formativa en la Escuela de Educandos, en donde se pueden impartir los primeros niveles de solfeo e instrumento. De entre su repertorio, cabe destacar los himnos locales «Himno a Monforte del Cid» o el «Himno a la Purísima», de los maestros D. Juan Manuel Molina Millá y D. Luis Molina Millá respectivamente, o los pasodobles de artistas locales como D. Ramón T. Berenguer, Fernando J. Benito de las Nieves o D. Víctor Terol Palacios. La banda de música tiene, actualmente, una plantilla de más de 50 músicos y realiza actuaciones principalmente por los pueblos y ciudades de la Comunidad Valenciana.
- Coral Monfortina: Desde hace más de 30 años, la Coral Monfortina es una de las formaciones más internacionales. Especializada en el género «habaneras», interpreta un repertorio muy completo con obras clásicas, zarzuelas, etc. Su director es D. José Manuel González y realizan actuaciones por todo el territorio nacional y algunas salidas al extranjero.
- Rondalla: También cabe destacar la labor que realiza la Rondalla de Monforte, rescatando las piezas típicas de nuestra cultura popular. Con una formación en torno a las veinte personas, la Rondalla realiza actuaciones en Monforte del Cid y poblaciones vecinas.
- Grupo de teatro Juanón: Consolidado como una de las compañías —no profesionales— más importantes, a nivel provincial; el grupo de teatro local pone en escena obras clásicas y contemporáneas, de gran contenido y presupuesto. Elaboran un programa muy completo, con funciones todo el año en el auditorio municipal.

### Fiestas
| Mes        | Festividad                                 |
| ---------- | ------------------------------------------ |
| Febrero    | Santa Águeda (Romería)                     |
| Abril      | San Vicente Ferrer                         |
| Mayo       | San Pascual Baylon (Romería en Orito)      |
| Agosto     | San Roque                                  |
| Septiembre | Nuestra Señora de Orito                    |
| Diciembre  | Inmaculada Concepción (Moros y Cristianos) |

#### Moros y Cristianos
La fiesta de Moros y Cristianos nace como rememoración de la Reconquista de la península ibérica. Esta fiesta tiene un origen y una base profundamente religiosa, que se ha ido enriqueciendo a la vez con un claro componente lúdico, existente en cualquier festividad. Sin embargo, es su componente teatral y representativo de la historia lo que la hace única en su género. La existencia de Al-Ándalus en la península durante varios centenares de años dejó una gran huella en la sociedad medieval española, que no terminó con el final de la Reconquista de los reinos cristianos a finales del siglo XV. El recuerdo de las hazañas y leyendas bélicas contra los sarracenos y la posterior ola de cristianización de la población musulmana explica en gran medida el nacimiento de esta fiesta; como un recuerdo glorioso de la Reconquista y refuerzo de fe cristiana frente al impío, a la vez que de recuerdo y reconocimiento al innegable pasado y cultura musulmana, que con cierta nostalgia pervivía aún con fuerza en los siglos posteriores.
- Moros y Cristianos en Monforte

«... Una de las Fiestas de Moros y Cristianos más antiguas del mundo, de las que se tiene constancia documentada fehaciente...»

Las fiestas de Moros y Cristianos de Monforte del Cid se celebran del 5 al 9 de diciembre, en honor a la Purísima y están declaradas de interés turístico provincial.
Respecto a sus orígenes, tenemos que remontarnos al alarde militar que se realizaba en la Edad Media, como acto que se introduce en las fiestas locales, para pasar después a estar presente en la Fiesta de Moros y Cristianos. Hacia el siglo XVIII aparece la soldadesca, similar al alardo, pudiendo aparecer ambas denominaciones al mismo tiempo.
La primera soldadesca —ya en honor a la Purísima— tuvo lugar el 8 de diciembre de 1769, repitiéndose en años sucesivos. De este modo podemos afirmar que el origen de la devoción a la Inmaculada Concepción en Monforte del Cid, se remonta al siglo XVIII, cuando el obispo de Orihuela sustituye al tradicional patrón san Jaime por la actual advocación. Así, las fiestas patronales pasarían de celebrarse de julio a diciembre, siendo el octavo día de este mes, el de la patrona.
La fiesta religiosa surgida en el siglo XVIII, en su mayor parte financiada por los vecinos, también estará presente en las calles. Todo ello provocó la introducción de festejos populares en las tradicionales fiestas religiosas, y así, al tiempo que se oficiaban misas, sermones y procesiones, también encontramos máscaras, bailes, fuegos artificiales y soldadescas. Cabe destacar la inclusión de estas fiestas en el Expediente de Hermandades, Cofradías y Fiestas, citado en un cabildo de 1770. Este expediente fue realizado por el Consejo de Castilla para recoger datos de todas las hermandades, cofradías y fiestas que se llevaban a cabo en los pueblos de España y así controlar el desmesurado gasto que el Concejo consideraba que se realizaba en las fiestas.

#### Romería de San Pascual
La Romería de San Pascual se celebra desde 1637 en la pedanía de Orito, cada 17 de mayo. Miles de romeros de la provincia y limítrofes (Murcia, Albacete) acuden a visitar la cueva de San Pascual y a depositar los exvotos por los favores recibidos. Estos días se celebra una importante feria, de siglos de tradición.

#### Fiestas de San Roque
Las Fiestas de San Roque son las segundas en importancia del pueblo. Se celebran durante una semana, teniendo como día principal el 16 de agosto, festividad de san Roque de gran devoción popular y religiosa.
Estas fiestas son conocidas como las fiestas del verano en la villa. Tienen también una gran historia, arraigo y respeto a la tradición, entre los monfortinos. La albahaca, el membrillo, los barquillos, los melones y los helados, no pueden faltar y los bizcochos y los licores que se ofrecían al Santo, se subastaban entre los presentes para sufragar los gastos de las fiestas. Además, esas fechas festivas las aprovechaban los monfortinos ausentes para acudir al pueblo ya que por San Roque se iniciaba siempre la campaña de la uva, que terminaba a primeros de año.

#### Fiestas de La Virgen de Orito
Las Fiestas de La Virgen de Orito tienen siglos de existencia. Los actos tradicionales son: pasacalles por la mañana y almuerzo general en la plaza Mayor. Después se celebra la misa y, a continuación, un concierto de música festera a cargo de la banda municipal, junto con las típicas degustaciones de palomas y canarios. A las dos de la tarde, una comida de hermandad y, al atardecer, la procesión en honor a la Virgen de Orito.

### Gastronomía
Es frecuente ver en la gastronomía de la zona el arroz y conejo, el cocido con pelotas y las tortas de aceite con sardinas. Monforte del Cid posee una cocina tradicional fundamentalmente basada en la dieta mediterránea. No cabe duda de que las especialidades monfortinas no dejarán indiferente al viajero.
Una costumbre culinaria repostera son las Toñas y tortadas. Las tortadas monfortinas (palabra que deriva del valenciano y que significa tarta) son conocidas en toda la comarca. Elaboradas en una buena parte con almendra y tradicionalmente adornadas con merengue. Suelen hacerse todo el año, especialmente en la época de las comuniones. Las toñas son otro de los productos más típicos de la villa. En alguna otra zona se las denomina «monas» y es costumbre hacer grandes cantidades por Pascua.

### Deporte
En Monforte del Cid existen varias asociaciones dedicadas al deporte, como el club ciclista, de atletismo o las peñas de los equipos nacionales de fútbol, que organizan actos durante el año. Para las prácticas deportivas, Monforte cuenta con un polideportivo y un pabellón cubierto municipales.

## Hermanamientos
- El Tiemblo, España.
- Monforte San Giorgio, Italia.
- Monforte Sur Risle, Francia.